# Команда Санджея
«Команда Санджея» (англ. Sanjay's Super Team) — американський короткометражний 3D комп'ютерно-анімаційний пригодницько-комедійний фільм, знятий Санджеєм Пателем. Світова прем'єра стрічки відбулась 16 червня 2015 на міжнародному кінофестивалі анімаційних фільмів в Аннесі. В український широкий прокат фільм вийде 31 грудня 2015 року разом з іншим фільмом Pixar «Добрий динозавр» .

## Виробництво
Натхнення прийшло до режисера Санджея Пателя з його власного дитинства, коли він жив з батьками, індійськими іммігрантами, в Сан-Бернардіно у 1980-х роках. Як і більшість американських дітей, він грався з Трансформерами, дивився Looney Tunes і читав комікси про Супермена. Але з іншого боку, він щодня проводив індуїстський ритуал медитації і молився з його батьком. Він почував себе в суперечності з традиціями своїх батьків, кажучи: «Наші світи були діаметрально-протилежні один від одного. Я просто хотів, щоб мене звали Тревісом, а не Санджеєм».

## Визнання
| Нагороди та номінації фільму «Команда Санджея» | Нагороди та номінації фільму «Команда Санджея» | Нагороди та номінації фільму «Команда Санджея» | Нагороди та номінації фільму «Команда Санджея» | Нагороди та номінації фільму «Команда Санджея» | Нагороди та номінації фільму «Команда Санджея» |
| Рік                                            | Кінопремія / Кінофестиваль                     | Категорія / Нагорода                           | Номінант                                       | Результат                                      | Дж                                             |
| ---------------------------------------------- | ---------------------------------------------- | ---------------------------------------------- | ---------------------------------------------- | ---------------------------------------------- | ---------------------------------------------- |
| 2016                                           | Премія «Оскар»                                 | Найкращий анімаційний короткометражний фільм   | «Команда Санджея»                              | Номінація                                      | [ 3 ]                                          |